# 西卡万戈区
西卡万戈区（英語：Kavango West）是纳米比亚14个一级行政区划之一，首府为恩庫雷恩庫魯。于2013年与东卡万戈区一并拆分自奧卡萬戈區。

## 边界
西卡万戈区北与安哥拉庫安多古班哥省接壤，东与东卡万戈区毗邻，南与奧喬宗朱帕區相接，西邻奧希科托區，西北为奧漢圭納區。

## 政治
该区共划分有8个选区：
- Kapako（英语：Kapako Constituency）
- Mankumpi（英语：Mankumpi Constituency）
- Mpungu（英语：Mpungu Constituency）
- Musese（英语：Musese Constituency）
- Ncamangoro（英语：Ncamangoro Constituency）
- Ncuncuni（英语：Ncuncuni Constituency）
- Nkurenkuru（英语：Nkurenkuru Constituency）
- Tondoro（英语：Tondoro Constituency）

纳米比亚的划界委员会于2013年8月建议将奧卡萬戈區一分为二。总统希菲凯普涅·波汉巴颁布了建议。最终西卡万戈区与东卡万戈区得以设立。首任区长为前奥卡万戈区长官薩繆爾·本博。2014年3月27日，Sirkka Ausiku接任其位置2015年哈格·根哥布总统组建新的政府后他仍旧在原位上。
2015年的地区选举中，纳米比亚人组党赢得了全部六个选区

## 人口
该地区的特点是人口分布极不均匀。内陆地区人烟稀少，而最北端的地带，特别是奥卡万戈河沿岸，人口密度很高。